# Cnaphalocrocis latimarginalis
Cnaphalocrocis latimarginalis là một loài bướm đêm trong họ Crambidae.